# International Challenge Cup

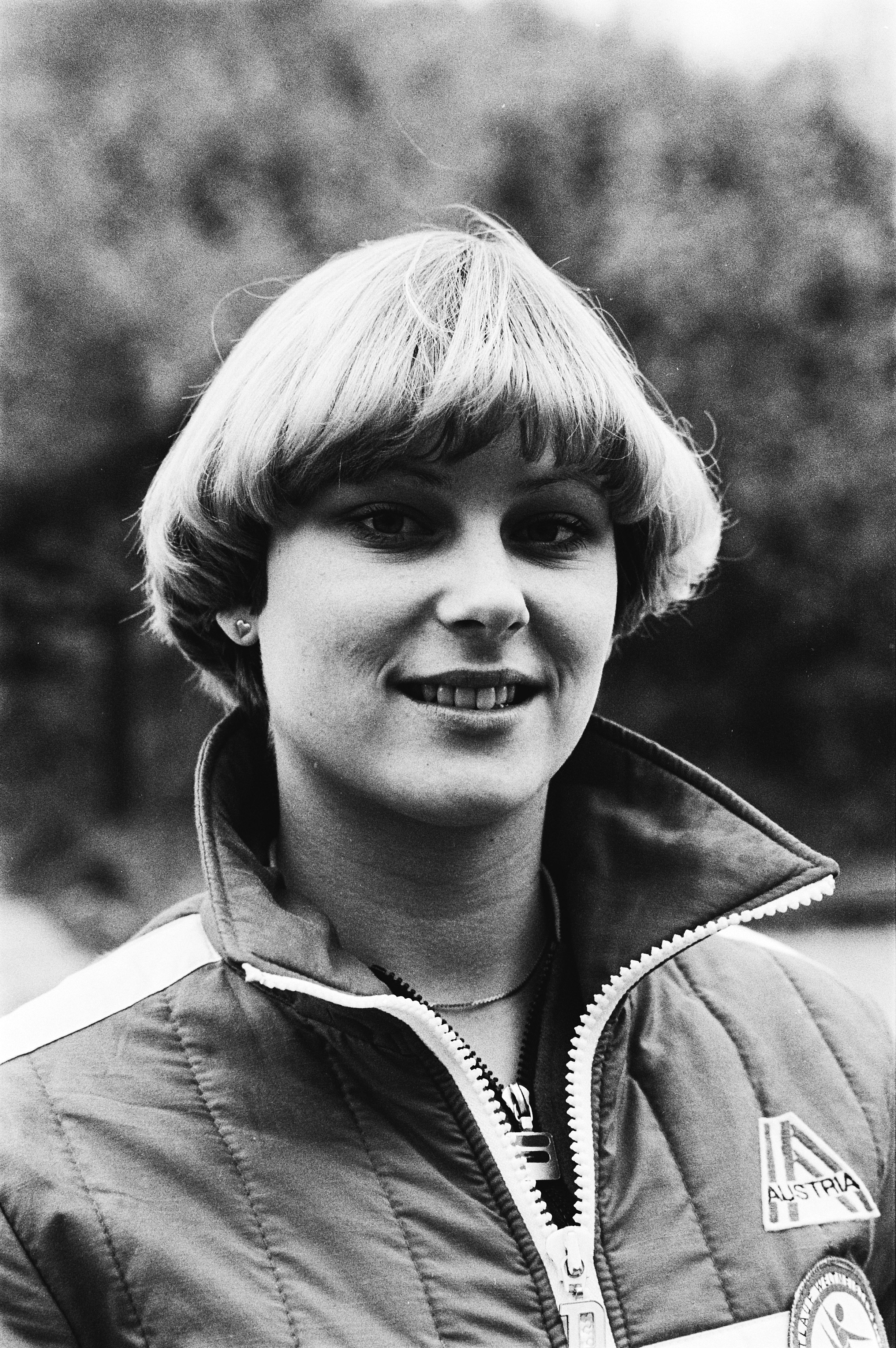
Reprezentantka Holandii w 1979 – Astrid Jansen.

International Challenge Cup – międzynarodowe zawody w łyżwiarstwie figurowym w kategorii seniorów, juniorów i juniorów młodszych (kat. Novice) organizowane przez Holenderską Federację Łyżwiarską. Zawody odbywają się w Hadze. W trakcie zawodów rozgrywane są w konkurencje solistów, solistek, par sportowych i tanecznych.
Wcześniejsze nazwy zawodów to Ennia Challenge Cup, Aegon Cup.

## Medaliści w kategorii seniorów

### Soliści
| Rok                                           | Złoto                  | Srebro                 | Brąz                 | Źr.    |
| --------------------------------------------- | ---------------------- | ---------------------- | -------------------- | ------ |
| 1977–78                                       | David Santee           | Fumio Igarashi         | Daniel Béland        | [ 1 ]  |
| 1978–79                                       | Scott Cramer           | Jean-Christophe Simond | Dennis Coi           | [ 1 ]  |
| 1979–80                                       | Robin Cousins          | Gordon Forbes          | Robert Wagenhoffer   | [ 1 ]  |
| 1980–81                                       | Jean-Christophe Simond | Mark Cockerell         | Daniel Béland        | [ 1 ]  |
| 1981–82                                       | Rudi Cerne             | James Santee           | Dennis Coi           | [ 1 ]  |
| 1982–83                                       | Brian Boitano          | Norbert Schramm        | Jozef Sabovčík       | [ 1 ]  |
| 1983–84                                       | Brian Orser            | Takashi Mura           | Rudi Cerne           | [ 1 ]  |
| 1984–85                                       | Petr Barna             | Wiktor Petrenko        | Christopher Bowman   | [ 1 ]  |
| Zawody nie odbyły się w latach 1986–2006      |                        |                        |                      |        |
| Konkurencja nie została rozegrana w 2007 roku |                        |                        |                      |        |
| 2008                                          | Kristoffer Berntsson   | Samuel Contesti        | Clemens Brummer      | [ 2 ]  |
| 2009                                          | Samuel Contesti        | Kevin Van Der Perren   | Jamal Othman         | [ 3 ]  |
| Zawody nie odbyły się w latach 2010–2011      |                        |                        |                      |        |
| 2012                                          | Brian Joubert          | Jeremy Abbott          | Samuel Contesti      | [ 4 ]  |
| 2013                                          | Brian Joubert          | Alexander Johnson      | Chafik Besseghier    | [ 5 ]  |
| 2014                                          | Takahito Mura          | Douglas Razzano        | Chafik Besseghier    | [ 6 ]  |
| 2015                                          | Ivan Righini           | Javier Raya            | Ryūju Hino           | [ 7 ]  |
| Zawody nie odbyły się w 2016 roku             |                        |                        |                      |        |
| 2017                                          | Jorik Hendrickx        | Jordan Moeller         | Moris Kwitiełaszwili | [ 8 ]  |
| 2018                                          | Adrien Tesson          | Daniel Grassl          | Valtter Virtanen     | [ 9 ]  |
| 2019                                          | Sōta Yamamoto          | Yuma Kagiyama          | Lukas Britschgi      | [ 10 ] |
| 2020                                          | Shōma Uno              | Keiji Tanaka           | Adrien Tesson        | [ 11 ] |
| 2021                                          | Michaił Kolada         | Romain Ponsart         | Adam Siao Him Fa     | [ 12 ] |

### Solistki
| Rok                                      | Złoto              | Srebro                 | Brąz               | Źr.    |
| ---------------------------------------- | ------------------ | ---------------------- | ------------------ | ------ |
| 1977–78                                  | Emi Watanabe       | Susan Broman           | Kristiina Wegelius | [ 1 ]  |
| 1978–79                                  | Denise Biellmann   | Renata Baierová        | Natalja Striełkowa | [ 1 ]  |
| 1979–80                                  | Renata Baierová    | Elaine Zayak           | Heather Kemkaran   | [ 1 ]  |
| 1980–81                                  | Jackie Farrell     | Katarina Witt          | Megumi Yanagihara  | [ 1 ]  |
| 1981–82                                  | Katarina Witt      | Elaine Zayak           | Diane Ogibowski    | [ 1 ]  |
| 1982–83                                  | Vikki de Vries     | Claudia Leistner       | Anna Antonowa      | [ 1 ]  |
| 1983–84                                  | Katarina Witt      | Midori Itō             | Sachie Yuki        | [ 1 ]  |
| 1984–85                                  | Constanze Gensel   | Yukari Yoshimori       | Yvonne Gómez       | [ 1 ]  |
| Zawody nie odbyły się w latach 1986–2006 |                    |                        |                    |        |
| 2007                                     | Karen Venhuizen    | Kathrin Freudelsperger | Viviane Käser      | [ 13 ] |
| 2008                                     | Akiko Suzuki       | Tuğba Karademir        | Becky Bereswill    | [ 2 ]  |
| 2009                                     | Viktoria Helgesson | Joshi Helgesson        | Constanze Paulinus | [ 3 ]  |
| Zawody nie odbyły się w latach 2010–2011 |                    |                        |                    |        |
| 2012                                     | Carolina Kostner   | Valentina Marchei      | Alissa Czisny      | [ 4 ]  |
| 2013                                     | Carolina Kostner   | Maé-Bérénice Méité     | Kerstin Frank      | [ 5 ]  |
| 2014                                     | Isabelle Olsson    | Haruka Imai            | Anna Owczarowa     | [ 6 ]  |
| 2015                                     | Kanako Murakami    | Joshi Helgesson        | Niki Wories        | [ 7 ]  |
| Zawody nie odbyły się w 2016 roku        |                    |                        |                    |        |
| 2017                                     | Loena Hendrickx    | Caroline Zhang         | Larkyn Austman     | [ 8 ]  |
| 2018                                     | Wakaba Higuchi     | Rika Hongo             | Marin Honda        | [ 9 ]  |
| 2019                                     | Rika Kihira        | Starr Andrews          | Wakaba Higuchi     | [ 10 ] |
| 2020                                     | Rika Kihira        | Yuhana Yokoi           | Madeline Schizas   | [ 11 ] |
| 2021                                     | Loena Hendrickx    | Emmy Ma                | Emilea Zingas      | [ 12 ] |

### Pary sportowe
| Rok                                                  | Złoto                                  | Srebro                               | Brąz                                  | Źr.    |
| ---------------------------------------------------- | -------------------------------------- | ------------------------------------ | ------------------------------------- | ------ |
| 1978–79                                              | Irina Worobjowa / Igor Lisowski        | Sheryl Franks / Michael Botticelli   | Ingrid Spieglová / Alan Spiegl        | [ 1 ]  |
| 1979–80                                              | Irina Worobjowa / Igor Lisowski        | Wieronika Pierszyna / Marat Akbarow  | Christina Riegel / Andreas Nischwitz  | [ 1 ]  |
| 1980–81                                              | Christina Riegel / Andreas Nischwitz   | Kitty Carruthers / Peter Carruthers  | Susan Garland / Robert Daw            | [ 1 ]  |
| 1981–82                                              | Barbara Underhill / Paul Martini       | Łarisa Sielezniowa / Oleg Makarow    | Vicki Heasley / Peter Oppegard        | [ 1 ]  |
| 1982–83                                              | Łarisa Sielezniowa / Oleg Makarow      | Birgit Lorenz / Knut Schubert        | Susan Garland / Ian Jenkins           | [ 1 ]  |
| 1983–84                                              | Birgit Lorenz / Knut Schubert          | Cynthia Coull / Mark Rowsom          | Katherina Matousek / Lloyd Eisler     | [ 1 ]  |
| 1984–85                                              | Łarisa Sielezniowa / Oleg Makarow      | Melinda Kunhegyi / Lyndon Johnston   | Natalie Seybold / Wayne Seybold       | [ 1 ]  |
| Zawody nie odbyły się w latach 1986–2006             |                                        |                                      |                                       |        |
| Konkurencja nie została rozegrana w latach 2007–2009 |                                        |                                      |                                       |        |
| Zawody nie odbyły się w latach 2010–2011             |                                        |                                      |                                       |        |
| Konkurencja nie została rozegrana w 2012 roku        |                                        |                                      |                                       |        |
| 2013                                                 | Vanessa James / Morgan Ciprès          | Tarah Kayne / Daniel O’Shea          | Mari Vartmann / Aaron Van Cleave      | [ 5 ]  |
| 2014                                                 | Darja Popowa / Bruno Massot            | Annabelle Prölß / Ruben Blommaert    | Giulia Foresti / Luca Demattè         | [ 6 ]  |
| 2015                                                 | Gretchen Donlan / Nathan Bartholomay   | Caitlin Yankowskas / Hamish Gaman    | Minerva Fabienne Hase / Nolan Seegert | [ 7 ]  |
| Zawody nie odbyły się w 2016 roku                    |                                        |                                      |                                       |        |
| 2017                                                 | Darja Bieklemiszczewa / Márk Magyar    | Emilia Simonen / Matthew Penasse     | brak zawodników                       | [ 8 ]  |
| 2018                                                 | Laura Barquero / Aritz Maestu          | Julija Scsetyinyina / Mikhail Akulov | Rebecca Ghilardi / Filippo Ambrosini  | [ 9 ]  |
| 2019                                                 | Minerva Fabienne Hase / Nolan Seegert  | Miriam Ziegler / Severin Kiefer      | Annika Hocke / Ruben Blommaert        | [ 10 ] |
| 2020                                                 | Miriam Ziegler / Severin Kiefer        | Audrey Lu / Misha Mitrofanov         | Rebecca Ghilardi / Filippo Ambrosini  | [ 11 ] |
| 2021                                                 | Jewgienija Tarasowa / Władimir Morozow | Annika Hocke / Robert Kunkel         | Julija Scsetyinyina / Márk Magyar     | [ 12 ] |

### Pary taneczne
| Rok                                                  | Złoto                                    | Srebro                                  | Brąz                                    | Źr.    |
| ---------------------------------------------------- | ---------------------------------------- | --------------------------------------- | --------------------------------------- | ------ |
| 1977–78                                              | Jelena Garanina / Igor Zawozin           | NO                                      | Stacey Smith / John Summers             | [ 1 ]  |
| 1978–79                                              | Liliana Řeháková / Stanislav Drastich    | Natalja Karamyszewa / Rostisław Sinicyn | Susanne Handschmann / Peter Handschmann | [ 1 ]  |
| 1979–80                                              | Liliana Řeháková / Stanislav Drastich    | Jelena Garanina / Igor Zawozin          | Susanne Handschmann / Peter Handschmann | [ 1 ]  |
| 1980–81                                              | Natalja Biestiemjanowa / Andriej Bukin   | Natalja Karamyszewa / Rostisław Sinicyn | Wendy Sessions / Stephen Williams       | [ 1 ]  |
| 1981–82                                              | Carol Fox / Richard Dalley               | Jana Beránková / Jan Barták             | Tracy Wilson / Robert McCall            | [ 1 ]  |
| 1982–83                                              | Karen Barber / Nicky Slater              | Marina Klimowa / Siergiej Ponomarienko  | Natalja Karamyszewa / Rostisław Sinicyn | [ 1 ]  |
| 1983–84                                              | Marina Klimowa / Siergiej Ponomarienko   | Jelena Batanowa / Aleksiej Sołowjow     | Tracy Wilson / Robert McCall            | [ 1 ]  |
| 1984–85                                              | Marina Klimowa / Siergiej Ponomarienko   | Majia Usowa / Aleksandr Żulin           | Kathrin Beck / Christoff Beck           | [ 1 ]  |
| Zawody nie odbyły się w latach 1986–2006             |                                          |                                         |                                         |        |
| Konkurencja nie została rozegrana w latach 2007–2009 |                                          |                                         |                                         |        |
| Zawody nie odbyły się w latach 2010–2011             |                                          |                                         |                                         |        |
| Konkurencja nie została rozegrana w latach 2012–2015 |                                          |                                         |                                         |        |
| Zawody nie odbyły się w 2016 roku                    |                                          |                                         |                                         |        |
| Konkurencja nie została rozegrana w latach 2017–2020 |                                          |                                         |                                         |        |
| 2021                                                 | Jewgienija Łopariowa / Geoffrey Brissaud | Anna Janowska / Ádám Lukács             | Chelsea Verhaegh / Sherim Van Geffen    | [ 12 ] |

## Medaliści w kategorii juniorów

### Soliści
| Rok                                           | Złoto               | Srebro             | Brąz                  | Źr.    |
| --------------------------------------------- | ------------------- | ------------------ | --------------------- | ------ |
| Konkurencja nie została rozegrana w 2007 roku |                     |                    |                       |        |
| 2008                                          | Andrew Gonzales Jr. | Daniel O’Shea      | Yukihiro Yoshida      | [ 2 ]  |
| 2009                                          | Daisuke Murakami    | Joshua Farris      | Jorik Hendrickx       | [ 3 ]  |
| Zawody nie odbyły się w latach 2010–2011      |                     |                    |                       |        |
| 2012                                          | Peter James Hallam  | Osman Akgun        | Charlie Parry-Evans   | [ 4 ]  |
| Konkurencja nie została rozegrana w 2013 roku |                     |                    |                       |        |
| 2014                                          | Sei Kawahara        | Kazuki Tomono      | Panagiotis Polizoakis | [ 6 ]  |
| 2015                                          | Tomoki Hiwatashi    | Juho Pirinen       | Héctor Alonso         | [ 7 ]  |
| Zawody nie odbyły się w 2016 roku             |                     |                    |                       |        |
| 2017                                          | Nurullah Sahaka     | Aleix Gabara Xanco | Thomas Junski         | [ 8 ]  |
| 2018                                          | Taichiro Yamakuma   | Yuto Kishina       | Kai Jagoda            | [ 9 ]  |
| 2019                                          | Shun Satō           | Daniel Sapozhnikov | Tim England           | [ 10 ] |
| 2020                                          | Nozomu Yoshioka     | Denis Gurdzhi      | Edward Appleby        | [ 11 ] |
| Konkurencja nie została rozegrana w 2021 roku |                     |                    |                       |        |

### Solistki
| Rok                                           | Złoto           | Srebro                  | Brąz                 | Źr.    |
| --------------------------------------------- | --------------- | ----------------------- | -------------------- | ------ |
| 2007                                          | Rachael Flatt   | Alexe Gilles            | Chrissy Hughes       | [ 13 ] |
| 2008                                          | Brittney Rizo   | Shoko Ishikawa          | Amanda Dobbs         | [ 2 ]  |
| 2009                                          | Kanako Murakami | Ellie Kawamura          | Isabelle Olsson      | [ 3 ]  |
| Zawody nie odbyły się w latach 2010–2011      |                 |                         |                      |        |
| 2012                                          | Leah Keiser     | Gabrielle Daleman       | Giada Russo          | [ 4 ]  |
| Konkurencja nie została rozegrana w 2013 roku |                 |                         |                      |        |
| 2014                                          | Kaori Sakamoto  | Elena Taylor            | Emmi Peltonen        | [ 6 ]  |
| 2015                                          | Rebecca Peng    | Kyarha van Tiel         | Loena Hendrickx      | [ 7 ]  |
| Zawody nie odbyły się w 2016 roku             |                 |                         |                      |        |
| 2017                                          | Emmy Ma         | Olivia Gran             | Smilla Szalkai       | [ 8 ]  |
| 2018                                          | Nana Araki      | Yuhana Yokoi            | Stefanie Pesendorfer | [ 9 ]  |
| 2019                                          | Yuhana Yokoi    | Maria Aimeé Renne       | Selma Välitalo       | [ 10 ] |
| 2020                                          | Mone Chiba      | Ginerva Lavina Negrello | Shiika Yoshioka      | [ 11 ] |
| Konkurencja nie została rozegrana w 2021 roku |                 |                         |                      |        |

### Pary sportowe
| Rok                                                  | Złoto                             | Srebro                             | Brąz                                 | Źr.    |
| ---------------------------------------------------- | --------------------------------- | ---------------------------------- | ------------------------------------ | ------ |
| Konkurencja nie została rozegrana w latach 2007–2011 |                                   |                                    |                                      |        |
| 2012                                                 | Jessica Pfund / AJ Reiss          | Anastasija Dolidzie / Wadim Iwanow | Vanessa Bauer / Nolan Seegert        | [ 4 ]  |
| Konkurencja nie została rozegrana w 2013 roku        |                                   |                                    |                                      |        |
| 2014                                                 | Jessica Lee / Robert Hennings     | Aya Takai / Brian Johnson          | Marin Ono / Hon Lam To               | [ 6 ]  |
| 2015                                                 | Ami Koga / Francis Boudreau-Audet | Renata Ohanesian / Mark Bardej     | Gabriella Marvaldi / Cody Dolkiewicz | [ 7 ]  |
| Zawody nie odbyły się w 2016 roku                    |                                   |                                    |                                      |        |
| Konkurencja nie została rozegrana w latach 2017–2018 |                                   |                                    |                                      |        |
| 2019                                                 | Darja Daniłowa / Michel Tsiba     | brak zawodników                    | brak zawodników                      | [ 10 ] |
| Konkurencja nie została rozegrana w latach 2020–2021 |                                   |                                    |                                      |        |

### Pary taneczne
| Rok  | Złoto                           | Srebro                                | Brąz                            | Źr.   |
| ---- | ------------------------------- | ------------------------------------- | ------------------------------- | ----- |
| 2008 | Kaylin Patitucci / Karl Edelman | Justyna Plutowska / Dawid Pietrzyński | Sonja Pauli / Tobias Eisenbauer | [ 2 ] |